# (2653) Principia
(2653) Principia (1964 VP) est un astéroïde de la ceinture principale, découvert le 4 novembre 1964 à l'observatoire Goethe Link près de Brooklyn, dans l'Indiana. 
Il est nommé d'après l'ouvrage Philosophiae Naturalis Principia Mathematica d'Isaac Newton. Il a une magnitude absolue de 12,1.